# Ernest Henri Dubois
Ernest Henri Dubois,  nacido en Dieppe (Sena Marítimo) el año 1863, fallecido en 1930, es un escultor y grabador de medallas francés.

## Datos biográficos
Nacido en Francia en 1863.
Estudio en la École nationale supérieure des beaux-arts de París fue alumno de Chapu y de  Falguière.

## Obras
- Le Pardon, Arrás (Paso de Calais)
- Busto de Mathurin Guignard, bronce, Burdeos
- Busto d'Albert Costa de Beauregard, modelo del monumento  a los  hermanos Maistre , Chambéry
- Portrait d'Alexandre Dumas, Dieppe
- Le Pardon y Mansart, Museo del Louvre, París
- Medallón, bronce, Museo de Orsay, París
- Le Pardon, Busto de Le Nepveu, Ruan
- Laurent Marqueste, Toulouse
- Estatua de Bossuet  medalla de honor de la Exposición Universal de 1900, Catedral de Meaux[3]
- Jean Guiton, bronce, place de l'Hôtel-de-ville , La Rochelle
- Monumento a Eugène Fromentin, bronce, place des Petits-Bancs  La Rochelle
- Jules Hardouin-Mansart, bronce, jardin de l'Intendant, Hôtel des Invalides, Paris, 7e arrondissement
- Monumento a Joseph y Xavier de Maistre, bronce, château de Chambéry, 1899.[4]
- Monument aux Savoyards morts pour la patrie, bronce, place Monge  Chambéry,  1912
- Statue de Jules Méline , Remiremont,  Salon de 1928, requisado en 1942 . Modelo en el Museo Charles de Bruyères, Remiremont

## Galería

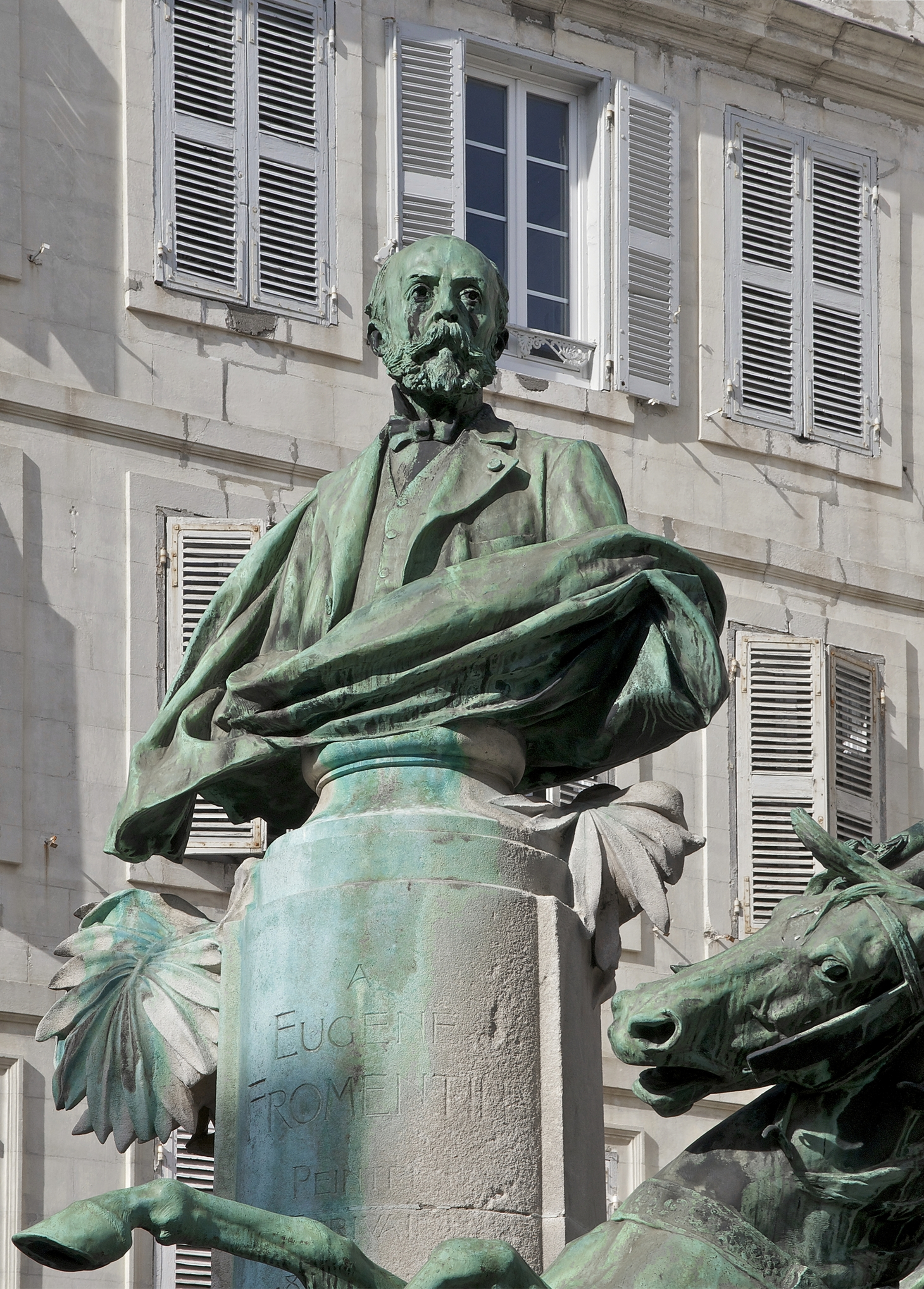
Buste d'Eugène Fromentin , La Rochelle
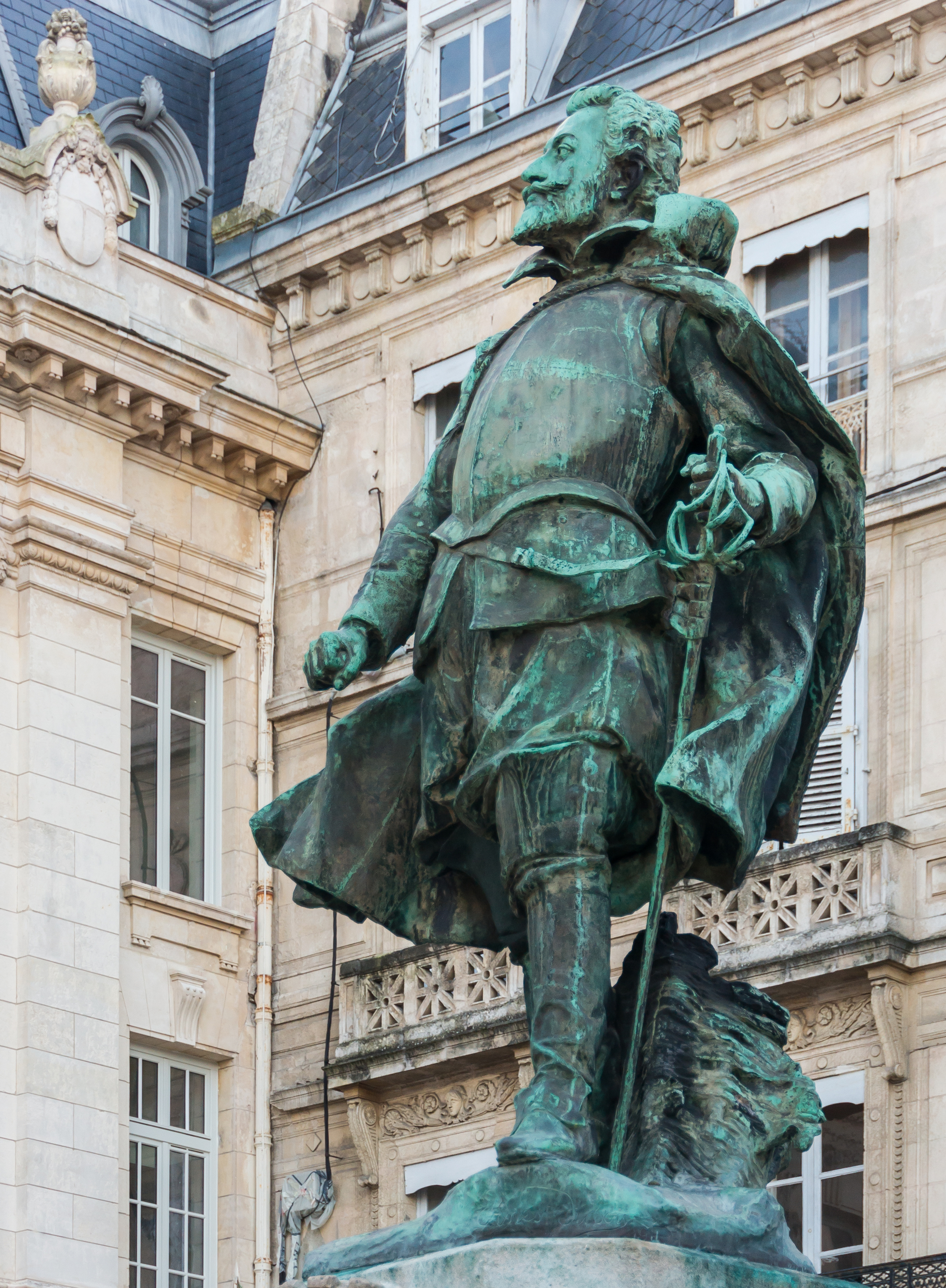
Statue de Jean Guiton, place de l'Hôtel de ville de La Rochelle
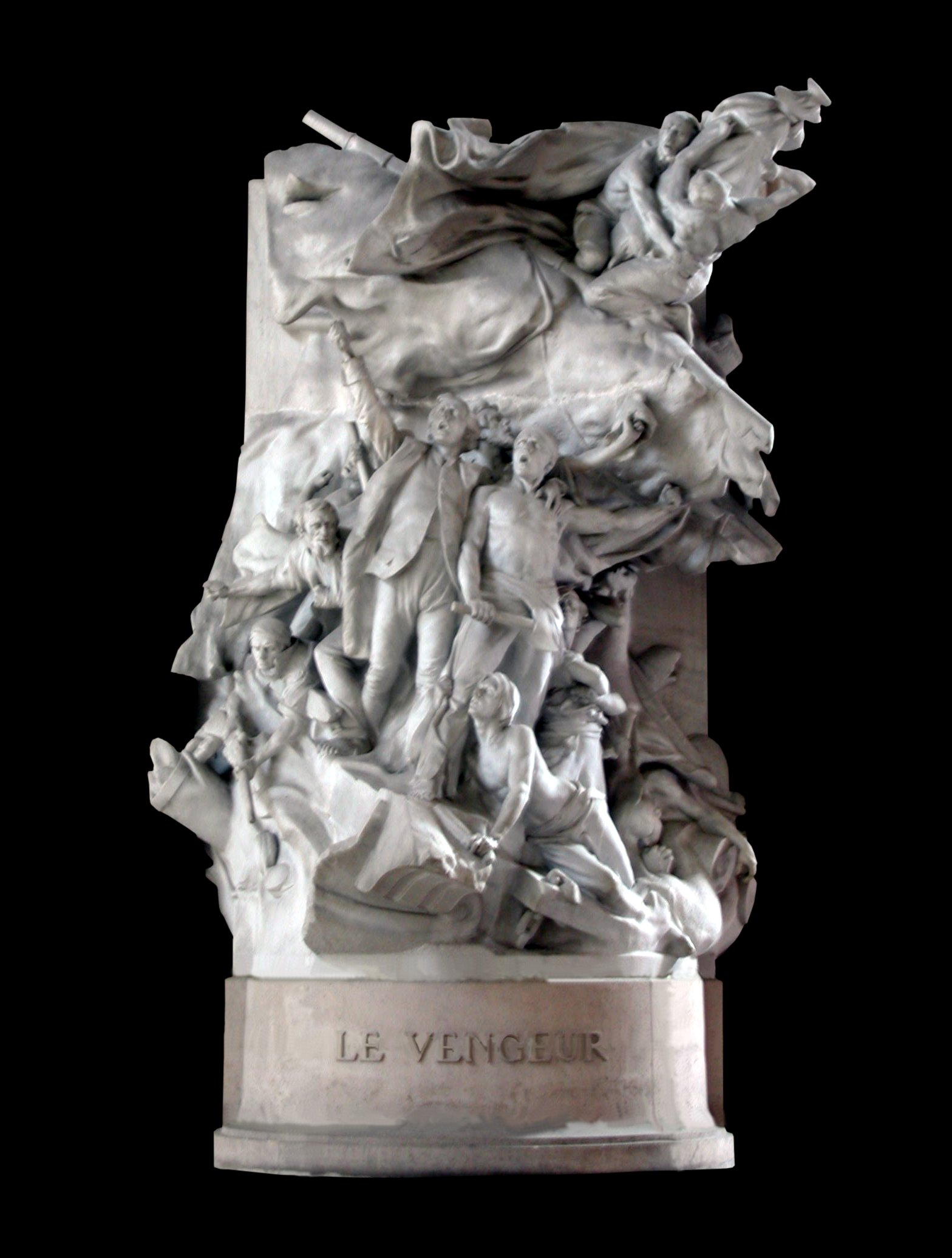
Le Vengeur, 1908, au Panthéon, Paris.
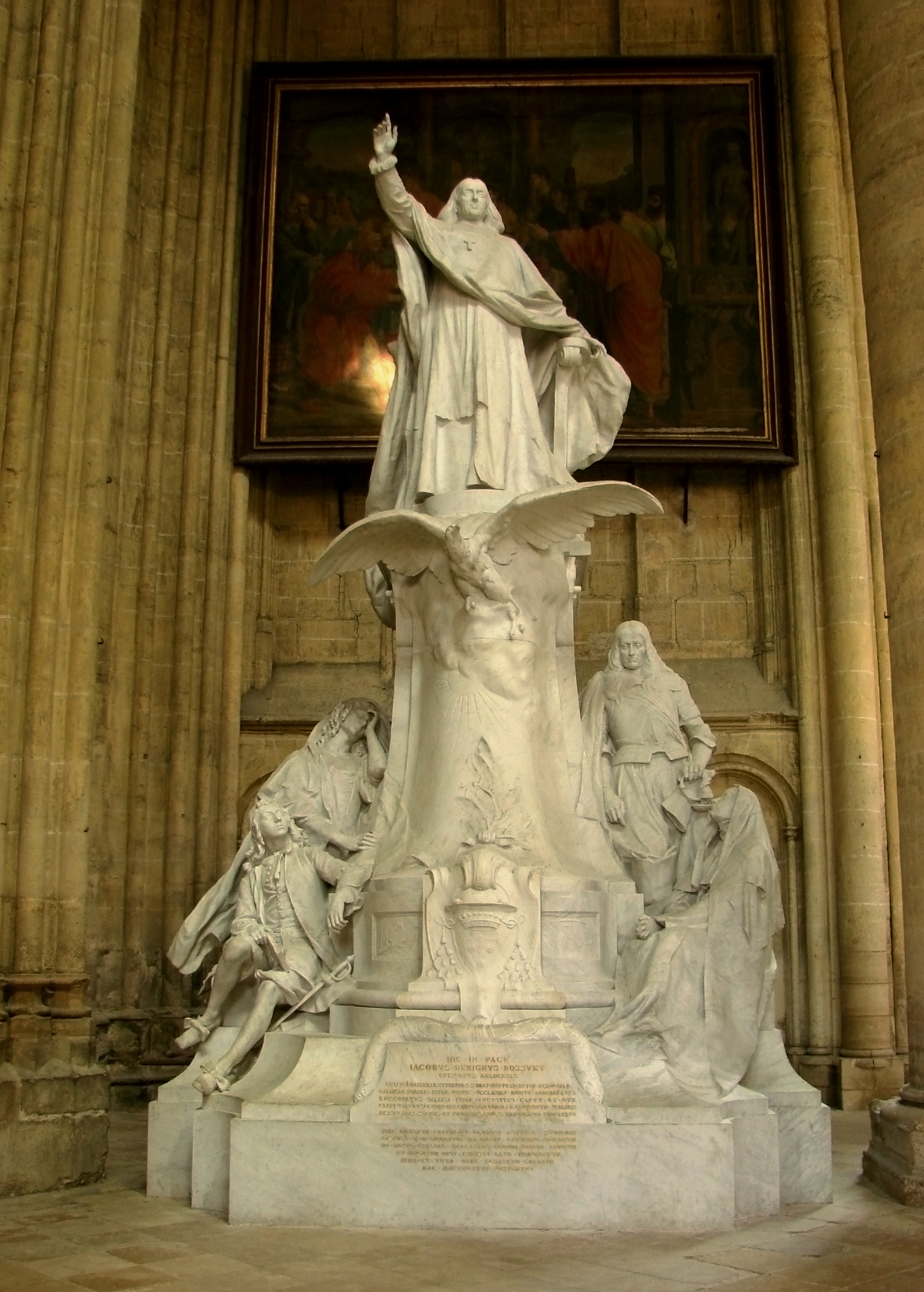
monument de Bossuet Catedral de Meaux, 1911.
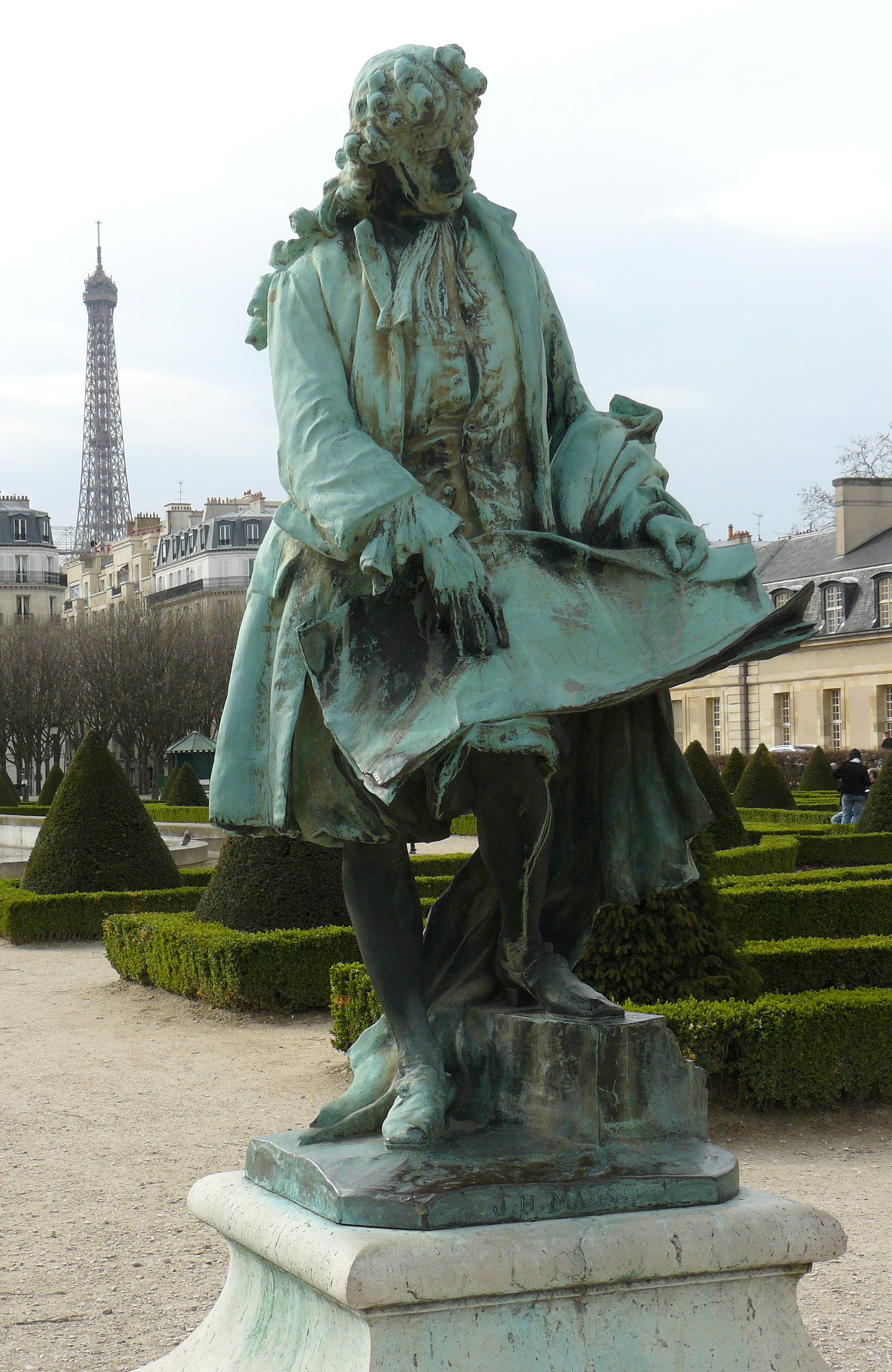
Statue de Jules Hardouin-Mansart Paris.